# Lycaena gravenotata
Lycaena gravenotata är en fjärilsart som beskrevs av Alexander Barrett Klots 1930. Lycaena gravenotata ingår i släktet Lycaena och familjen juvelvingar. Inga underarter finns listade i Catalogue of Life.